# Eugène Foveau
 (juin 2014).
Eugène Foveau, né à Dijon le 20 novembre 1886 et mort à Paris 17e le 5 janvier 1957, est un trompettiste et cornettiste français. Il a été professeur de trompette au Conservatoire national supérieur de musique de Paris de 1925 à 1947.

## Biographie
Eugène Foveau est un ancien élève de Merri Franquin au Conservatoire national supérieur de musique de Paris. Il y obtient en 1907 un Premier Prix de trompette. En 1925, il succède à Alexandre Petit dans sa classe de cornet. En 1945 il prend la direction d’une classe de trompette. Marcel Caens, Robert Pichaureau, Pierre Pollin, Pierre Thibaud et Roger Delmotte comptent également parmi ses nombreux élèves.
Il est considéré comme le plus grand joueur de cornet à pistons au monde.[réf. nécessaire]